# Paseo Puente Viejo
Paseo Puente Viejo är en ort i Mexiko.   Den ligger i kommunen Tonalá och delstaten Jalisco, i den centrala delen av landet, 400 km väster om huvudstaden Mexico City. Paseo Puente Viejo ligger 1 552 meter över havet och antalet invånare är 2 668.
Terrängen runt Paseo Puente Viejo är varierad. Runt Paseo Puente Viejo är det ganska tätbefolkat, med 239 invånare per kvadratkilometer. Närmaste större samhälle är Tlaquepaque, 13,3 km nordväst om Paseo Puente Viejo. I omgivningarna runt Paseo Puente Viejo växer huvudsakligen savannskog.